# Jiang Tingting
Jiang Tingting (蔣婷婷T, 蒋婷婷S, Jiǎng TíngtíngP; Chengdu, 25 settembre 1986) è una sincronetta cinese.
È la sorella gemella di Jiang Wenwen, anche lei sincronetta.

## Palmarès
- Olimpiadi

Pechino 2008: bronzo nella prova a squadre.
Londra 2012: argento nella prova a squadre.
- Mondiali

Roma 2009: argento nel programma libero combinato, bronzo nella prova a squadre (programma tecnico), nella prova a squadre (programma libero), nel duo tecnico e nel duo libero.
Shanghai 2011: argento nella prova a squadre (programma tecnico), nella prova a squadre (programma libero) e nel duo libero.
Barcellona 2013: argento nel duo libero e nel duo tecnico.
Budapest 2017: argento nel duo libero e nel duo tecnico.
- Giochi asiatici

Doha 2006: oro nel duo e nella gara a squadre.
Canton 2010: oro nel duo, nella gara a squadre e nel libero combinato.
Giacarta 2018: oro nel duo.